# Авезов, Касым
Касым Авезов (каракалп. Қасым Әýезов; 1897 г., Бесжап (Бессарыжап), Чимбайский район, Каракалпакстан, Узбекская ССР, СССР — 13 октября 1938 г., Ташкент, Узбекская ССР, СССР) — каракалпак, сын ишана, государственный деятель, поэт, драматург. Основатель каракалпакского национального театра «Свет зари» («Таң нуры»). Касым Авезов стоял у истоков развития жанра каракалпакской драмы.

## Биография
Касым Авезов родился в 1897 году в бедной семье. С 13 лет родители отдали его на обучение в медресе «Махтум-Ахун», батрачил у хозяина медресе, так как платить за обучение родители не смогли. В 1915 году продолжал учёбу в медресе «Рахматулла ахуна».
С приходом советской власти Касым Авезов добровольно стал принимать активное участие в создании нового социалистического общества. 
В 1921 году  работал письмоводителем аульного исполкома, учителем школы.
В 1921 году Касым Авезов окончил курс по подготовке учителей (Турткуль). Работал заведующим детской школой-интернатом в Чимбайском районе (в Турткуле).
В 1922—1924 гг. Касым Авезов вместе со своими соратниками Маулик, Казы и Сейфулгабитом Мажитовым открыли новую школу, начали создавать новые учебники на понятном народу языке.
В 1923 году Касым Авезов завершил обучение в Самаркандской областной школе партийных работников.
Завершив в 1924 году обучение в Среднеазиатском коммунистическом университете Средней Азии (в Ташкенте), он работал в нем сначала инспектором, с декабря 1924 года — заведующим отдела народного образования Каракалпакской области. Всячески способствовал развитию театрального искусства.
В 1924—1925 годах был заведующим отделом народного образования Каракалпакской области.
С апреля 1925 по март 1929 года  Касым Авезов был председателем Исполкома Кара-Калпакской области, с апреля  1929 года — первым заместителем председателя ЦИК Казахской ССР, начальник Центрального административного управления Казахской АССР , с августа 1929 по сентябрь 1930 года – Народный комиссариат внутренних дел КАССР, с сентября  1930 по 1931 годы — постоянный представитель Каракалпакстана в Правительстве СССР (в Москве), 
В 1931–1932 гг. – второй секретарь Кара-Калпакского обкома партии. 20 марта 1932 года Кара-Калпакская АО была преобразована в Кара-Калпакскую Автономную Советскую Социалистическую Республику (Каракалпакская АССР) и первым председателем Совета Народных Комиссаров Каракалпакской АССР был назначен К. Авезов (с 1932 по 1934 годы). 
25 апреля 1933 года решением Средазбюро ВКП(б) и Обкома партии Авезов К. был снят с занимаемой должности.
C 1935 по апрель 1936 года – постоянный представитель Каракалпакстана в Москве при Президиуме ВЦИК. 
С апреля 1936 по апрель 1937 года – уполномоченный Комитета по делам искусств при Совета Народных Комиссаров СССР по ККАССР.
В апреле 1937 году был назначен председателем управления искусств при Совете Народных Комиссаров Каракалпакстана. В сентябре 1937 года был арестован как организатор националистическо-буржуазной партии и репрессирован как «враг народа».
В октябре 1938 года приговорен к смертной казни. Полностью реабилитирован в 1958 году посмертно.

### Семья
Жена Фатима Авезова.

## Творчество
Вся сознательная творческая деятельность К.Авезова неразрывно связана с театром.
Касым Авезов является основателем каракалпакского национального кружка «Свет зари» («Утренняя заря»). Первый спектакль «Дорогой желаний» («На пути к счастью») состоялся 8 ноября 1926 года. Этот кружок позднее стал основой для Каракалпакского государственного академического музыкального театра имени Бердаха.
Касым Авезов является автором пьес «Пора подростков», «Последняя попытка» и др. Эти произведения в 1937 году были утеряны.
С 27 августа 1928 года — член редколлегии областной газеты «Иркен Каракалпак».
В 1932 и в 1934 годах Касым Авезов избирался почётным председателем Союза писателей Каракалпакстана.
С 3 мая 1937 года был председателем оргкомитета 1-й Республиканской Олимпиады по народному творчеству.
Он перевёл на каракалпакский язык пьесу Мольера «Проделки Скапена», роман в стихах А. С. Пушкина «Евгений Онегин».
К. Авезов имеет научные труды «Культура Каракалпакии и пути развития» и др. .

## Увековечивание памяти
Именем К. Авезова названы:
- колхоз в Чимбайском районе Республики Каракалпакстан[9] (бывший совхоз)[10][11] (Чимбайский район Республики Каракалпакстан в Узбекистане);
- птицеводческая ферма[12][13].